# Csk

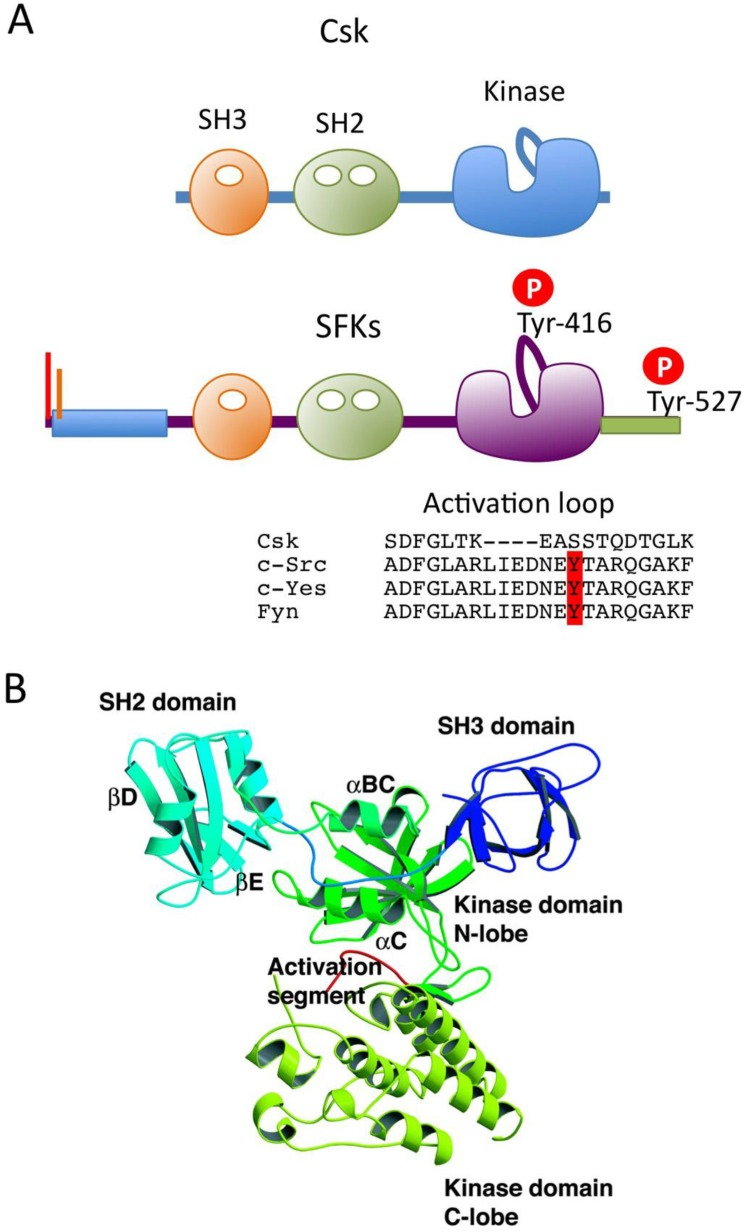
A - schematické srovnání domén Csk a SFK, B - molekula Csk

Csk také C-terminal Src kináza je označení pro tyrosin-kinázu, jejímž substrátem jsou tyrosinové kinázy SFK (Src-family kinase). Funkcí Csk je fosforylace tyrosinových zbytků lokalizovaných na C-konci molekuly kináz rodiny Src (např.: Lck, Hck, Lyn, Fyn, atd.), která má význam při regulačních procesech T i B receptorové signalizace.

## Struktura
Csk je protein o molekulové hmotnosti 56 kDa, jehož strukturu a doménové uspořádání lze částečně připodobnit ke kinázám skupiny SFK. Směrem od N-konce je molekula Csk tvořena tzv. SH2 a SH3 doménami (Src-homology), které zajišťují asociaci s jinými molekulami. Na C-koncové části se nachází doména s vlastní kinázovou aktivitou. Zásadní rozdíl ve struktuře Csk a kináz SFK je absence N-koncové acylace mastnými kyselinami a dále pak absence C-terminálního inhibičního tyrosinu a aktivačního mechanismu autofosforylace. Csk se vyskytuje v buňce ve dvou různých konformacích - ve stavu aktivním či inaktivním a přechod mezi těmito konformacemi je řízeně regulován. V prvním případě je SH2 doména přímo propojena s kinázovou a dochází tak ke stabilizaci aktivní konformace. V inaktivním stavu dochází k rotaci SH2 domény a přerušení linkeru kinázové domény.

## Regulace aktivity

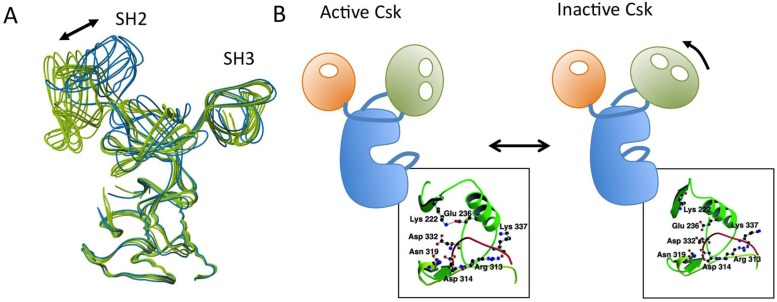
Aktivní a inaktivní konformace Csk

Vzhledem ke skutečnosti, že Csk je volně distribuovaná v cytosolu a její substráty (SFK) ukotveny v buněčné membráně, je zásadním regulačním mechanismem translokace Csk k membráně. Okupace SH2 domény Csk znamená preferenční zaujetí aktivní konformace. Uplatňují se zde scaffold proteiny jako paxillin, caveolin-1, Dab2, atd. Významné jsou také interakce SH2 domény s jinými fosfoproteiny, jako např. Cbp/PAG1, který kolokalizuje s SFK v rámci lipidových raftů. Důležitý je mechanismus zpětné vazby, předcházející nadměrné aktivaci SFK, která by vedla mj. k nadměrné proliferaci a nekontrolovatelné signalizaci.

## Mutantní fenotyp
Homozygotní myší mutant s delecí v genu Csk je embryonálně letální a nedochází u něj k uzavření neurální trubice. Csk-deficientní buněčné linie pak vykazují nadměrnou aktivaci SFK a excesivní fosforylaci signálních proteinů. Dochází k celkovému narušení vývoje T-lymfocytů. Podobný efekt má substituce klíčových tyrosinů např. Y184F, která rovněž zabraňuje fosforylaci a tedy inhibici SFK.